# Zug Alijewitsch Teutschesch

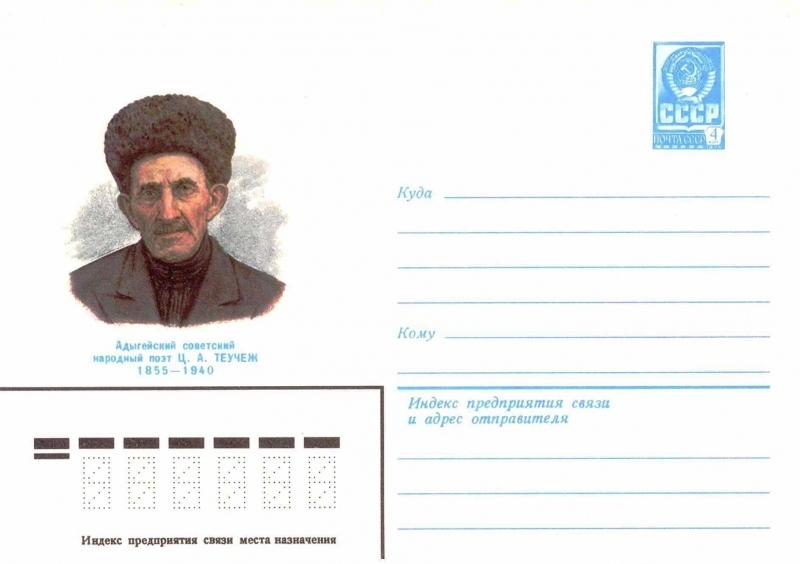
Briefumschlag mit Zug Teutscheschs Porträt der Post der UdSSR 1980

Zug (Tagir) Alijewitsch Teutschesch (russisch Цуг (Тагир) Алиевич Теучеж; * 3. Augustjul. / 15. August 1855greg. im Aul Gabukai, Adygeja; † 26. Januar 1940 im Aul Poneschukai) war ein russisch-sowjetischer Dichter und Aschug.

## Leben
Teutschesch stammte aus einer armen adygeischen Familie. In seiner Jugend arbeitete er als Knecht. Er wurde dann ein meisterhafter Sattler.
Teutschesch verfasste Volkslieder und trug sie vor mit Begleitung auf der Schitschepschina (Streichinstrument). 1938 und 1939 erschienen Gedichte zu Ereignissen der Geschichte der Tscherkessen. Am bekanntesten wurden seine Verse über das Glück und über Stachanow und sein Gedicht über die Heimat (1939). Er war seit 1939 Mitglied des Schriftstellerverbands der UdSSR.
Teutscheschs Sohn Nuch Zugowitsch Teutschesch war Vorsitzender des  Adygeja-Oblast-Exekutivkomitees.
Nach Teutschesch wurde der Rajon benannt, dessen Verwaltungszentrum der Aul  Poneschukai ist. Die Stadt Adygeisk hieß 1976–1992 Teutscheschsk. Ein Denkmal mit der Büste Teutscheschs steht im Aul Poneschukai. 1980 wurde im Aul Gabukai ein Teutschesch-Museum gegründet.

## Ehrungen
- Orden des Roten Banners der Arbeit (1939)[2]
- Volksdichter Adygejas